# João Marinho
João Paulo Marinho, nacido el 20 de octubre de 1983 en Amarante, Portugal, fue un deportista extremo, aventurero, fotógrafo y empresario portugués, conocido por haber diseñado dos de las pruebas de BTT más importantes de Portugal, Douro Bike Race y Mountain Quest.
Marinho compitió en pruebas de MTB participando en Campeonatos de la Copa del Mundo de XCO y competiciones en varios continentes, entre ellas las exigentes Cape Epic en Sudáfrica, TransRockies de Canadá o la Brasil Ride

## Empresario y Aventurero
João Marinho fundó como CEO Nexplore, una compañía dedicada a la creación de eventos deportivos, desde la que impulsó la Douro Bike Race (Epic por etapas en 4 días),  la ultra de MTB de 180km, Mountain Quest o el Duero UltraTrail.
En septiembre de 2013, una vez concluida en 7º lugar su participación en la Mongolia Bike Challenge, realizó una travesía en bicicleta por el desierto del Gobi

## Desaparición en los Picos de Europa
En los primeros días de noviembre de 2014, João Marinho se desplazó hasta los Picos de Europa donde pensaba recorrer y fotografiar, en solitario, el llamado "Anillo de los refugios". 

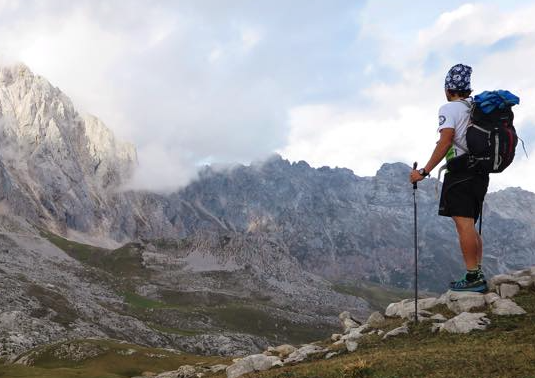
Marinho en los Picos de Europa.

La tarde del martes día 4, Marinho establecía contacto con amigos para comunicarles su intención de acortar sus vacaciones por el mal tiempo, pero aún decidido a hacer una última exploración. Fue su última comunicación.
Días después, ante la falta de noticias, la familia de Marinho denunció su desaparición en la Guardia Civil de Cangas de Onís, activándose el dispositivo de rescate el lunes día 11 de noviembre.
El operativo, dirigido por el GREIM, contó con la colaboración de equipos de montañeros voluntarios e incluso unidades especializadas de la GNR que respondían al impacto que la noticia había causado en Portugal.
El mal tiempo y la falta de información sobre la ruta exacta que había seguido Marinho, imposibilitaron alcanzar un resultado positivo en los diez días que duró la operación de búsqueda activa, quedando ésta suspendida el viernes 21 de noviembre, aunque grupos de montañeros voluntarios continuaron explorando diferentes vías, confiados en que la fortaleza y experiencia de Marinho pudieran permitir todavía el milagro. Estos esfuerzos tampoco obtuvieron resultados.
A falta de más datos y en hipótesis de Guardia Civil, João Paulo Marinho fue sorprendido en altitud, la tarde del martes día 4, por un violento temporal de nieve, que provocó, de algún modo, su desaparición.
Finalmente su cuerpo fue recuperado el 1 de agosto de 2015, tras ser avistado por unos montañeros en las Cuestas del Jou Sin Tierra, en las proximidades de la ruta que discurre entre el refugio de Vegarredonda y la localidad leonesa de Caín.

## Palmarés (resumen)
| 2014 - 3.º Madeira Island Ultra-Trail - 1.º Encontro Luso Galaico Extreme 2013 - 2.º TransAndes Challenge - 3.º eoX240 Ultra Travessia - 1.º Who's Back - 1st Stage - Viseu - Guarda - Viseu - 1.º Whos' Back - 2st Stage - Fundão - Covilhã - Fundão - 2.º TransPyr - MTB Stage Race 2012 - 1.º Campeonato Regional de Maratonas do Porto - Penafiel | 2011 - 2.º Raid Aldeia preservada de Cabroelo - 2.º Ultra Maratona de Serpa (80km) 2009 - 1.º Campeonato Regional do Porto - Vila Caiz - 2.º TransRockies - Canadá - 1.º Maratona Cidade de Lamego - 2.º Gerês Extreme - 1.º El reto del Quetzal - Guatemala 2008 - 1.º 6 horas de Resistencia de Leiría; - 1.º TransPortugal 2007 - 2.º TransPortugal |

## Competiciones Epic en MTB

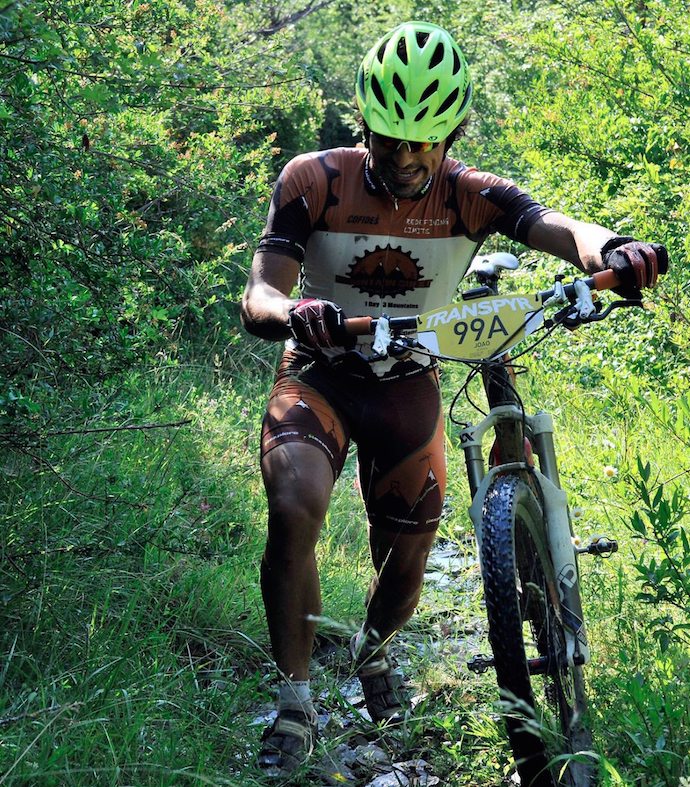
Marinho en la TransPyr 2013

2014  Luso Galaico Extreme y Algarve Bike Challenge.
2013  Mongolia Bike Challenge, TransPyr, TransAndes, Who's Back y eoX240.
2012  Riva del Garda Marathon y Rally di Romagna.
2011  Riva del Garda Marathon y BC - Bike Race.
2010  TransGermany, Riva del Garda Marathon, Geo-Raid y Brasil Ride.
2009  TransRockies, TransPortugal y El Reto del Quetzal.
2008  TransPortugal, Dolimiti SuperBike y Cape Epic.
2007  Transalp y TransPortugal.
2006  Ruta de los Conquistadores.